# Spintharus
Spintharus – rodzaj pająków z rodziny omatnikowatych.
Pająki te występują w Ameryce od Stanów Zjednoczonych po Brazylię i w Pakistanie. Wyglądem są bardzo zbliżone do przedstawicieli rodzaju Thwaitesia.

## Gatunki
Należą tu 3 opisane gatunki:
- Spintharus argenteus Dyal, 1935
- Spintharus flavidus Hentz, 1850
- Spintharus gracilis Keyserling, 1886